# Erebia caledonia
Erebia caledonia är en fjärilsart som beskrevs av Ruggero Verity 1911. Erebia caledonia ingår i släktet Erebia och familjen praktfjärilar. Inga underarter finns listade i Catalogue of Life.